# بوسطيلة
بوسطيلة هو مركز إداري تابع لمقاطعة تمبدغة كما أن مدينة بوسطيلة هي عاصمة بلدية بوسطيلة، إحدى البلديات الخمسة التابعة لمقاطعة تمبدغة وتتميز مدينة
بوسطيلة بأراضيها الجميلة وتنميتها متميز وشعبه المحترم و بموقعها الإستراتيجي على بعد 8 كلم من الحدود مع جمهورية مالي وتقع على قمة هضبة شاهقة وتعتبر مدينة بوسطيلة نقطة للتبادل التجاري مع جمهورية مالي كما أنها بالإضافة إلى أهميتها التجارية تعتبر منطقة زراعية ورعوية مهمة.
تقع بلدية بوسطيلة في الناحية الجنوبية من مقاطعة تمبدغة وتحدها من الشرق بلدية أم إعشيش التابعة لمقاطعة آمورج ومن الشمال بلديتي كمبي صالح وبلدية حاس إمهادي ومن الغرب بلدية المبروك التابعة لمقاطعة جكني ومن الجنوب جمهورية مالي.
من أشهر رجالات بوسطيلة مناضل الحقوق المدنية أثناء وبعد الإستعمار الفرنسي الزعيم أحمد ولد إسباقو الذي ناضل من أجل تحقيق المساواة بين جميع شرائح المجتمع الموريتاني وإستصدار قانون يجرم ممارسة الرق ويضمن تكافؤ الفرص بين العرب السمر والعرب البيض حيث كان أدباي أحمد ولد إسباقو بمثابة الملجأ الآمن للعبيد الفارين من أسيادهم.
كما أن مدينة بوسطيلة أنجبت السياسية والعمدة والنائبة البرلمانية فاطمه الزينه بنت إسباقو ابنة المناضل الكبير أحمد ولد إسباقو.
تتمتع قبيلة كنتة وقبيلة مشظوف بأغلبية مريحة في بلدية بوصطيلة مع وجود أقلية من القبائل الأخرى.